# André Fanton
Pour les articles homonymes, voir Fanton.
André Fanton, né le 31 mars 1928 à Gentilly (Seine, aujourd'hui Val-de-Marne) et mort le 19 juin 2025 à Paris, est un homme politique français.

## Biographie
André Fanton suit des études de droit et obtient une licence de droit. Il est admis au barreau de Paris.
Il est député (UNR) de la Seine (1958-1962) et (1962-1967) puis député (UDR) de Paris (1967-1968), (1968-1969) et (1973-1978) puis député (RPR) de la troisième circonscription du Calvados (1986-1988 élu à la proportionnelle, 1993-1997).
Il occupe le poste de secrétaire d'État auprès du ministre d'État chargé de la Défense nationale du gouvernement Jacques Chaban-Delmas du 20 juin 1969 au 5 juillet 1972. Il est également conseiller général du Calvados jusqu'en 2004, élu dans le canton de Lisieux III.
En tant que député, il milite dans les années 1970 pour la création d’un impôt sur les grosses fortunes, avec le soutien de la gauche, et se déclare opposé au libéralisme économique.
Candidat sur la liste « Défense des intérêts de la France en Europe » pour les élections européennes de 1979, il siège au Parlement européen de 1980 à 1982 puis est élu en 1984 sur la liste de Simone Veil. Il ne cache pas son hostilité à la création d'une Europe fédérale.
Il meurt le 19 juin 2025 à Paris.